# ハノイ医科大学
ハノイ医科大学（ハノイいかだいがく、英語名：Hanoi Medical University、ベトナム語：Trường Đại học Y Hà Nội / 場大學醫河內）は、ベトナム、ハノイにある国立大学。

## 概要
前身は、フランス植民地時代のフランス領インドシナにおける1902年に創立されたインドシナ医科大学が源流。ベトナムでは最も古い歴史を持つ医科大学である。2008年に、ベトナム初の大学病院を開設、2013年にベトナム初の栄養学部を開設。2018年2月より藤田保健衛生大学のサテライトオフィスが設置されている。

## 沿革
- 1902年 インドシナ医科大学をハノイに設置
- 1945年 インドシナ医科・薬科学校（現ベトナム医科・薬科大学）開学
- 1946年 - 1954年 第一次インドシナ戦争
- 1954年 ハノイ医科・薬科大学として再設立
- 1960年 - 1975年 第二次インドシナ戦争
- 1961年 ハノイ薬科大学を分離。ハノイ医科大学となる。
- 2008年 ハノイ医科大学病院が開院。

## 対外関係

### 日本における協定校
- 筑波大学
- 電気通信大学
- 聖マリアンナ医科大学
- 神奈川県立保健福祉大学
- 信州大学
- 金沢大学
- 大阪市立大学
- 関西医科大学
- 大分大学
- 琉球大学
- 大阪大学 （2017.10.30～）

部局間学術交流協定
- 予防医学・公衆衛生学研究所と京都府立大学 生命環境科学研究科
- ハノイ医科大学病院と国家公務員共済組合連合会 名城病院